# أرنالدو أنتونيس
أرنالدو أنتونيس (بالبرتغالية: Arnaldo Antunes‏) هو كاتب ومغني وشاعر برازيلي، ولد في 2 سبتمبر 1960 في ساو باولو في البرازيل.

## وصلات خارجية
- الموقع الرسمي
- أرنالدو أنتونيس على موقع IMDb (الإنجليزية)
- أرنالدو أنتونيس على موقع ميوزك برينز (الإنجليزية)
- أرنالدو أنتونيس على موقع ديسكوغز (الإنجليزية)
- أرنالدو أنتونيس على موقع قاعدة بيانات الفيلم (الإنجليزية)